# Dietrich Johann von der Heyden genannt Rynsch
Dietrich Johann von der Heyden genannt Rynsch  (* 1666; † 23. März 1729 in Küstrin) war ein königlich-preußischer Generalmajor, Gouverneur der Festung Küstrin und Drost von Raden bei Minden.
Seine Eltern waren der Drost von Hamm Elbert von der Heyden genannt Rynsch († 1672) und dessen Ehefrau Katharine von Spaen († 15. Februar 1694), Tochter von Wolter von Spaen  auf Kreuzfurth (Cruitzwick) und Agenes Schimmelpennig von der Oye. Seine Mutter war die Schwester des Feldmarschalls Alexander von Spaen. Seine Schwester Christina Agnes (* 1654) war mit den kurbrandenburgischen Generalleutnant Johann Christoph von Goetze verheiratet.
Er kam 1681 in kurbrandenburgische Dienste und wurde am 7. März 1721 Oberst. Im Jahr 1715 wurde er Kommandeur des Leibregiment von König Friedrich Wilhelm I. Kurz danach wurde er zum Generalmajor befördert. 1721 wird er zunächst Kommandant und 1722 zum Gouverneur von Küstrin ernannt. Er befehligte in Küstrin und in der Festung Peitz jeweils ein Bataillon aus Invalidenkompanien.